# Paretodiagram

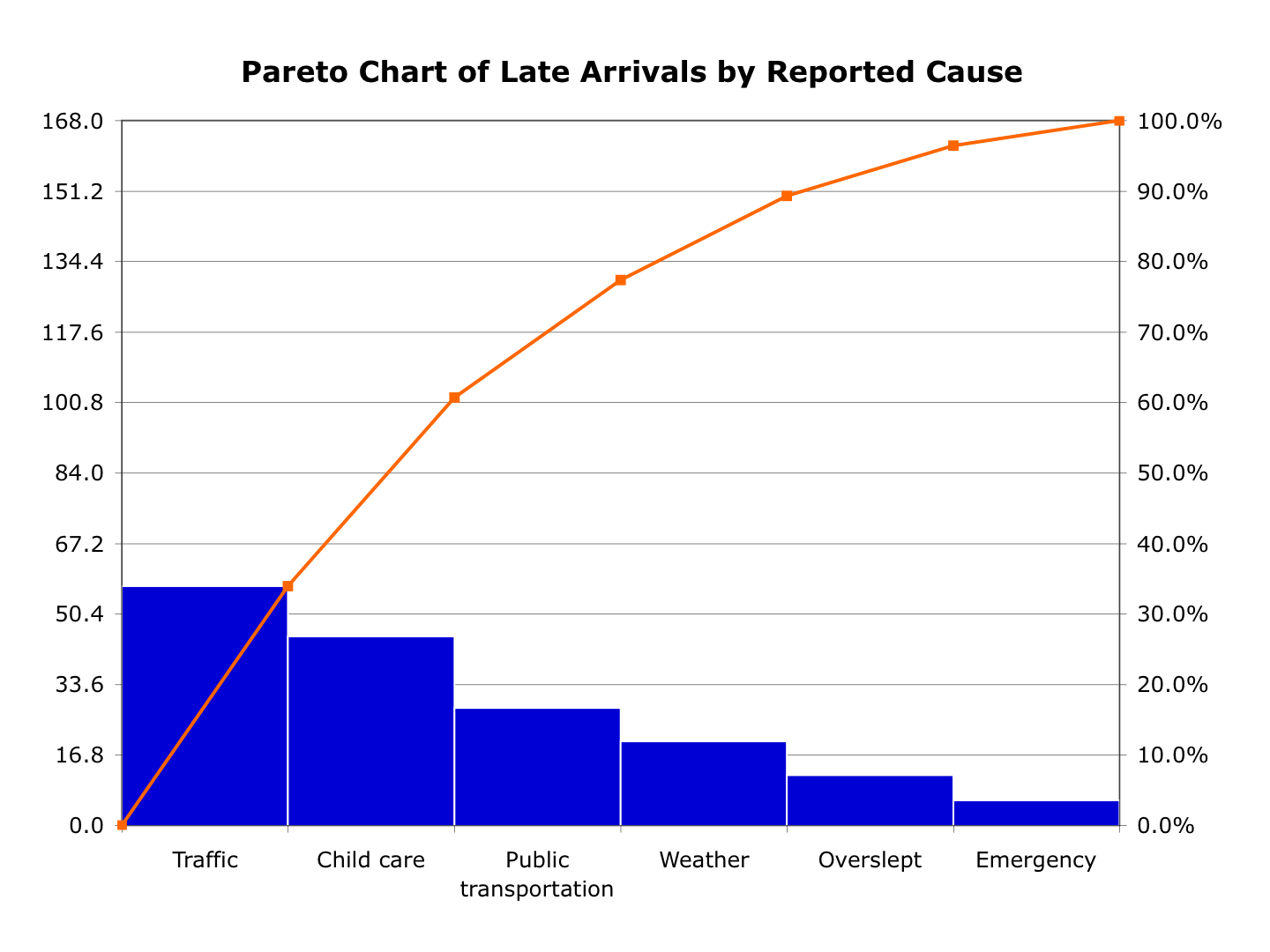
Exempel på Paretodiagram som använder sig av hypotetiska data som visar den relativa frekvensen av skälen till att anlända sent till jobbet

Paretodiagram, namngiven efter Vilfredo Pareto, är en variant av diagram som innehåller både staplar och linje, där de individuella värdena  är representerade i fallande ordning med hjälp av staplarna, och den ackumulerade totalen representeras av en linje.